# Otari
Otari (japanska: 小谷村?, Otari-mura) är en landskommun (by) i Nagano prefektur i Japan.  